# Diccionario de la lengua española

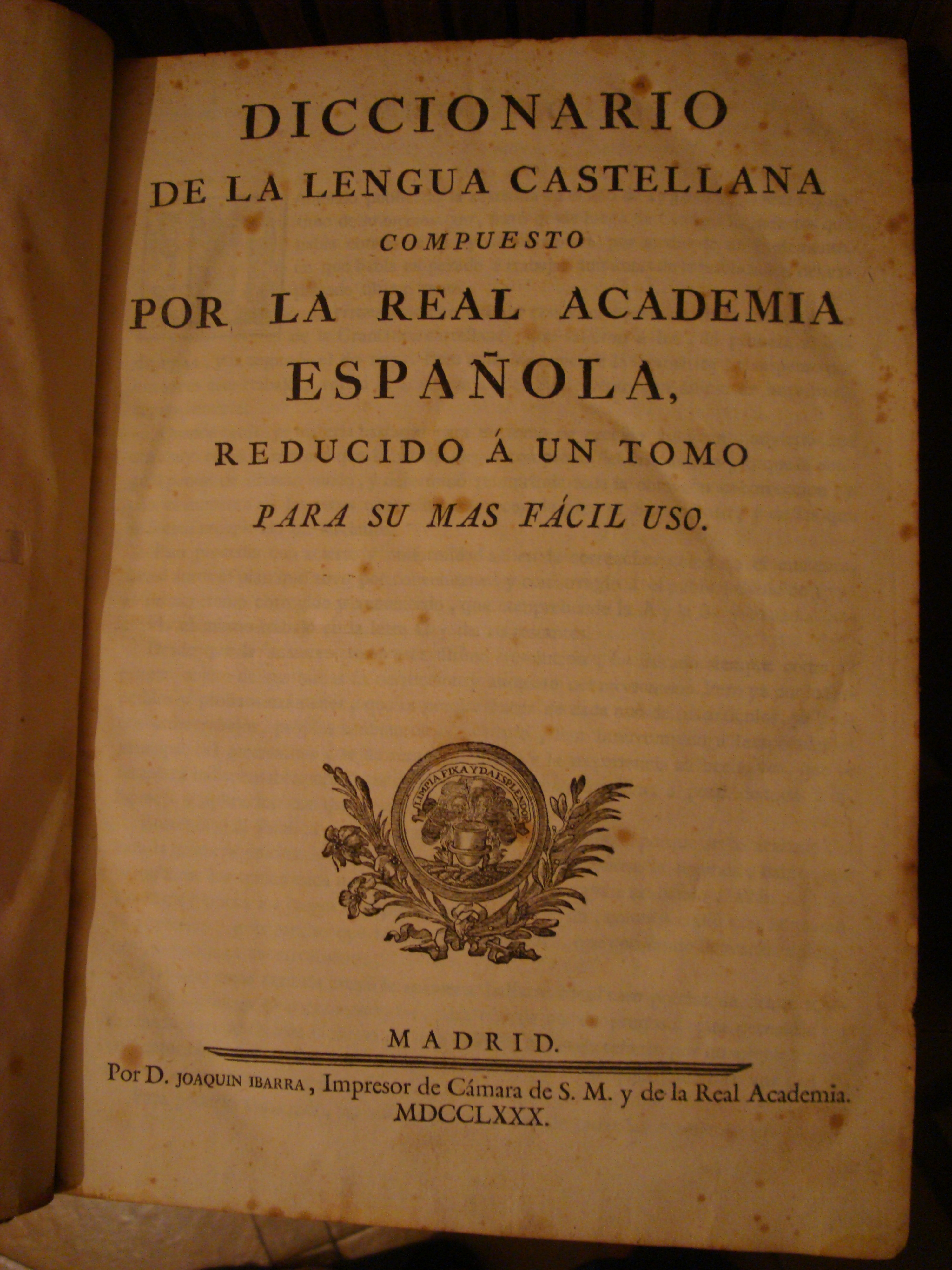
Strona tytułowa pierwszego wydania

Diccionario de la lengua española (Słownik języka hiszpańskiego), znany również jako DRAE – normatywny słownik języka hiszpańskiego, a zarazem pierwszy słownik wydany przez Królewską Akademię Hiszpańską (RAE) w tym języku. 
Po raz pierwszy opublikowano go w 1780 r., zaś jego  XXII wydanie ukazało się w 2001 r. Począwszy od kwietnia 2005 r. dostępna jest w internecie jego wersja internetowa. Ostatnia, XXIII edycja została oficjalnie zaprezentowana 16 października 2014 r. jako wydanie jednotomowe (2376 stron) w tekturowej okładce.